# Німанська культура
Німанська культура — археологічна культура, або загальна назва двох археологічних культур пізнього мезоліту — раннього і середнього неоліту (7-3 тис. до н. е.). Розвинулась із свідерської культури і була витіснена культурою шнурової кераміки. Існувала в верхів'ї річки Німан: на півночі Польщі, півдні Литви, заході Білорусі і в Калінінградській області. На півночі німанська культура межувала з кундською культурою в неоліті.

## Мезоліт
В часи Атлантичного кліматичного періоду відбулося потепління клімату. Велику частину території Східної Європи вкрили широколистні ліси. Північний олень, основне джерело їжі палеолітичного населення, вимер і замість нього з'явилися тварини, характерні для лісової зони. Люди пристосувалися до зміненого середовища. Вони все ще залишалися кочівниками, але мігрували вже на коротші відстані і найчастіше залишалися на довгий час на одній і тій же стоянці. Археологи виявили невеликі стоянки, котрі використовувались одноразово, і більш постійні, в які мисливці поверталися неодноразово.
Зазвичай ці останні поселення розміщувалися поблизу озер і річок. Люди того часу полювали стрілами і добували рибу гарпунами. На форму крем'яних знарядь мезолітичної німанської культури вплинули як мікроліти із Південно-Східної Європи, так і макроліти із Північної Європи. Таким чином, мезолітичну німанську культуру з самого початку називали мікроліто-макролітичною, щоб відрізнити від вже відомої у той час неолітичної німанської культури. Незважаючи на різноманіття впливів, культура була відносно стабільною протягом приблизно 2500-3000 років, без слідів помітних міграцій. Артефакти представляють собою відносно одноманітний набір наконечників стріл, трапецієподібних різців, овальних сокир.

## Неоліт

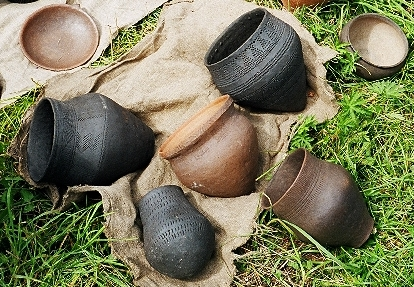
Характерні посудини неолітичної німанської культури з гострим дном

Неолітична німанська культура була наступницею мезолітичної. Вона виникла в 5 тис. до н. е. разом з появою кераміки. Більшість знарядь неолітичної німанської культури нагадують попередні, мезолітичні. Новим широко розповсюдженим винаходом були ножі з загостреним і розширеним лезом. Кераміка німанської культури мала загострене дно, виготовлялась із глини, змішаної з іншим органічним матеріалом або розмеленим кварцитом. У деяких більш пізніх екземплярів були плоскі днища. Посудини були вже із більш вигнутим профілем, аніж посудини нарвської культури. Їх прикрашали тонким шаром білої глини і рядами невеликих відбитків вздовж верхнього краю. На іншій частині посудини були діагональні смуги, утворюючі орнамент у виді риболовної сітки, або декілька рядів невеликих відбитків. Частина кераміки, виявленої напоселеннях німанської культури, відноситься до нарвської культури. Такий феномен пояснюється торгівлею кременем, який був відсутній в землях нарвської культури. Ближче до кінця існування німанської культури кераміка стає більш різноманітною, в ній помітний вплив жуцевської культури: відбитки шнура або у вигляді ялинки. З часом німанська культура була поглинена культурами шнурової кераміки і кулястих амфор.